# 騎馬人物と農民のいる川辺の風景
『騎馬人物と農民のいる川辺の風景』（きばじんぶつとのうみんのいるかわべのふうけい、蘭: Rivierlandschap met ruiter en boeren、英: River Landscape with Horseman and Peasants）17世紀のオランダ絵画黄金時代の画家アルベルト・カイプが1658-1660年ごろにキャンバス上に油彩で制作した風景画で、画家の最高傑作ともいえる作品である。本来の委嘱者はわかっていないが、ドルドレヒトの支配階級の大邸宅に掛けられていたと思われる。作品は国家遺産記念基金、芸術基金の援助により1989年に購入されて以来、ロンドン・ナショナル・ギャラリーに所蔵されている。

## 作品
アルベルト・カイプはドルドレヒトの肖像画家ヤーコプ・カイプの息子で、父に学び、風景画の専門家になった。当初、ヤン・ファン・ホイエン風の風景画を描いていたが、1640年代初頭にオランダのイタリア的風景画家 (ローマに滞在した画家、あるいは彼らに影響を受けた画家) に感化され、画風を変えた。以降のカイプの作品は、写実的なものであれ、空想的なものであれ、ある種の壮大さを帯び、ローマ近郊の田舎のような蜂蜜色の光に浸されるようになった。
本作ののどかな風景は、明るく柔らかな光に照らされている。雲が空に浮かび、かすかな霧が川を通過している。静かな川面や、そこに見える遠方の町の塔の反映をかき乱す風はまったくない。日光浴をしている牛たちは十分な栄養が行き届いていて、満足気であり、鑑賞者は牛たちの重みや暖かみを感じることができる。光が、そのそばで立ち止まる白馬の尻と貴族的な騎馬人物の衣服、そして銀色のカバノキの幹とその根元の大きな葉を照らしている。
道の先には牧羊杖を持った女性がおり、勾配のある川岸で密集する羊の群れを率いている。彼女と子供は、彼らの方に歩いてくる男性の方に顔を向けている。一方、騎馬人物の注意は少年に向けられているが、少年は情景の静けさを乱しそうな何かの方を不安げに指している。左側の灌木には身を屈めた男性がおり、川面にいる鳥に銃を向けている。当時のオランダでは、狩猟は主に貴族の特権であった。弾丸が発射されれば、動物たちを驚愕させ、情景の雰囲気は失われる。このことが絵画に緊張感を与えており、実景とは思えないくらい牧歌的な場面は、現実世界に引き入れられるのである。
この情景は、実際、明らかに実景としてはありえないくらい素晴らしく、空想上の産物である。アルベルトはネーデルラントとドイツの旅先でスケッチを描いており、本作はかつて『ドルドレヒト近くのマース川の眺め』とされていた。しかし、ここに描かれているのはマース川ではない。オランダには高い山はなく、建物はどこか別の場所のものかもしれず、光は地中海地方の朝の淡い金色を帯びている。
本作は、イギリスに入った最初のアルベルトの作品だとされている。1760年ごろにスコットランドのビュート伯ジョン・ステュアートのために購入され、イギリスにおけるカイプ・ブームの発端となった。現在でもアルベルトの作品の大半はイギリスにあり、イギリスの風景画の発達に大きな影響を及ぼした。